# Étienne Azéma
Pour les articles homonymes, voir Azéma.
François Paul Étienne Azéma est un dramaturge, fabuliste et poète français né le 15 janvier 1778 à Saint-Denis de l'île Bourbon, aujourd'hui La Réunion, où il est mort le 28 août 1851.

## Biographie
Magistrat manqué avant d'être nommé substitut du procureur général, délégué de Bourbon auprès du Ministre de la Marine, il est surtout connu, en tant qu'homme de lettres, pour sa pièce Médée. Il réalise aussi plusieurs traductions dont les Églogues de Virgile, Élégies de Tibulle et la Cantique des cantiques.
Petit-fils de Jean-Baptiste Azéma, gouverneur de Bourbon au milieu du XVIIIe siècle, il est, en outre, le père de l'historien Georges Azéma et du médecin Mazaé Azéma, le grand-père du médecin Henri Azéma, l'arrière-grand-père du poète Jean-Henri Azéma et le trisaïeul de l'historien Jean-Pierre Azéma. Il est décoré chevalier de la Légion d'honneur en 1850.

## Œuvres
- Fables et poésies diverses, Paris, Dondey-Dupré père et fils, 1832, 241 p. (BNF 30043310, lire en ligne)

## Pour approfondir